# Sarrazac (Dordogne)
Sarrazac település Franciaországban, Dordogne megyében. Lakosainak száma 364 fő (2022. január 1.). Sarrazac Jumilhac-le-Grand, Saint-Sulpice-d’Excideuil, Sarlande, Dussac, Nanthiat, Nantheuil és Saint-Paul-la-Roche községekkel határos.

## Népesség
A település népessége az elmúlt években az alábbi módon változott:
| Lakosok száma | 750  | 526  | 478  | 395  | 373  | 380  | 381  | 368  | 361  | 364  |
|               | 1968 | 1982 | 1990 | 2006 | 2013 | 2015 | 2017 | 2019 | 2020 | 2022 |